# کتبا (کارولینای جنوبی)

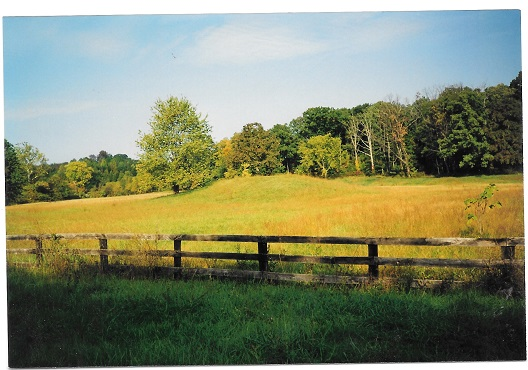
نمایی از شهر کتباً در ایالت کارولینای جنوبی - ۲۰۱۸

کتباً(به انگلیسی: Catawba) شهری در ایالت کارولینای جنوبی کشور ایالات متحده آمریکا است که جمعیت آن در سرشماری سال ۲۰۱۰ میلادی، ۱٬۳۴۳ نفر بوده‌است.